# Lidia García Anaya
Lidia García Anaya (31 de octubre de 1957) es una política y abogada mexicana, miembro del partido Movimiento Regeneración Nacional (Morena). Es diputada federal, electa para el periodo de 2018 a 2021 y relecta para el de 2021 a 2024.

## Biografía
Es licenciada en Derecho egresada de la Universidad Autónoma del Estado de Hidalgo (UAEH), institución en la que ejerce como docente desde 1988. Cuenta además con una especialización en Administración de Recursos Humanos, un diplomado en Lingüística Avanzada del Español y maestría en Administración de Recursos Humanos.
Como docente en la UAEH, forma parte del Sindicato de Personal Académico de la Universidad Autónoma del Estado de Hidalgo, mismo en que ocupó los cargos de secretaria de Asuntos Jurídicos de 2006 a 2010, secretaria del Interior de 2010 a 2014 y secretaria general de 2014 a 2018. De 2009 a 2012 fue regidora en el Ayuntamiento de Pachuca de Soto encabezado por Francisco Olvera Ruiz y Geraldina García Gordillo.
En 2018 fue postulada candidata de la coalición Juntos Haremos Historia a diputada federal por el Distrito 6 de Hidalgo; fue electa a la LXIV Legislatura que concluyó en 2021, integrando el grupo parlamentario de Morena y fungiendo como secretaria de la comisión de Vigilancia de la Auditoría Superior de la Federación; e integrante de las comisiones de Presupuesto y Cuenta Pública; y, de Puntos Constitucionales.
Sin dejar la diputación, el 14 de septiembre de 2020 el consejo de la Universidad Autónoma del Estado de Hidalgo la nombró como presidenta de su patronato, sustituyendo en el cargo a Gerardo Sosa Castelán, quien debió dejarlo al ser aprehendido y vinculado a proceso por los presuntos delitos de delincuencia organizada y operaciones con recursos de procedencia ilícita; señalándose a Lidia García Anaya por su absoluta cercanía al grupo político encabezado por Sosa Castelán.
En 2021 fue postulada a la reelección por el mismo cargo y distrito electoral, triunfando nuevamente en el proceso electoral para representar al distrito en la LXV Legislatura que concluirá en 2024. En esta legislatura es secretaria de la comisión de Puntos Constitucionales; y de Vigilancia de la Auditoría Superior de la Federación; e integrante de las comisión de Presupuesto y Cuenta Pública.